# هیثم عبیده
هیثم عبیده (انگلیسی: Haitam Abaida؛ زادهٔ ۱ ژوئن ۲۰۰۲) بازیکن فوتبال است.
وی همچنین در تیم ملی فوتبال زیر ۱۷ سال مراکش بازی کرده‌است.